# Soisy-Bouy
Soisy-Bouy – miejscowość i gmina we Francji, w regionie Île-de-France, w departamencie Sekwana i Marna.
Według danych na rok 1990 gminę zamieszkiwało 688 osób, a gęstość zaludnienia wynosiła 61 osób/km² (wśród 1287 gmin regionu Île-de-France Soisy-Bouy plasuje się na 727. miejscu pod względem liczby ludności, natomiast pod względem powierzchni na miejscu 314.).